# Associação dos Municípios das Missões
A Associação dos Municípios das Missões (AMM) é uma associação regional que congrega os municípios da região das Missões, no estado do Rio Grande do Sul. A AMM faz parte da Federação das Associações de Municípios do Rio Grande do Sul (FAMURS).

## Municípios
A AMM é constituída por 26 municípios, a saber:
- Bossoroca
- Caibaté
- Cerro Largo
- Dezesseis de Novembro
- Entre-Ijuís
- Eugênio de Castro
- Garruchos
- Giruá
- Guarani das Missões
- Mato Queimado
- Pirapó
- Porto Xavier
- Rolador
- Roque Gonzales
- Salvador das Missões
- Santo Ângelo
- Santo Antônio das Missões
- São Borja
- São Luiz Gonzaga
- São Miguel das Missões
- São Nicolau
- São Paulo das Missões
- São Pedro do Butiá
- Sete de Setembro
- Ubiretama
- Vitória das Missões

## Presidentes[2]
| Nº | Nome                          | Município                 | Período                 |
| -- | ----------------------------- | ------------------------- | ----------------------- |
| 1  | José Otto Theobald            | Cerro Largo               | 28/05/1967 a 23/02/1969 |
| 2  | João Loureiro                 | São Luiz Gonzaga          | 23/02/1969 a 23/01/1971 |
| 3  | Ricardo Leônidas Ribas        | Santo Ângelo              | 23/01/1971 a 22/01/1972 |
| 4  | Walter Pryczynski             | Guarani das Missões       | 22/01/1972 a 10/03/1973 |
| 5  | Siegfried Ritter              | Santo Ângelo              | 10/03/1973 a 04/03/1974 |
| 6  | Alceu da Silva Braga          | São Luiz Gonzaga          | 04/03/1974 a 22/05/1975 |
| 7  | José Alcebíades de Oliveira   | Santo Ângelo              | 22/05/1975 a 29/03/1977 |
| 8  | Doné de Oliveira Peixoto      | Caibaté                   | 29/03/1977 a 21/03/1978 |
| 9  | Carlos Wilson Schroeder       | Santo Ângelo              | 21/03/1978 a 21/03/1980 |
| 10 | Adair Vicente de Brum         | Roque Gonzales            | 21/03/1980 a 27/03/1981 |
| 11 | Roque Reinaldo Nedel          | Cerro Largo               | 27/03/1981 a 19/03/1982 |
| 12 | Casemiro Warpechowski         | Guarani das Missões       | 19/03/1982 a 01/03/1983 |
| 13 | Ovídio Kaiser                 | Porto Xavier              | 01/03/1983 a 01/03/1984 |
| 14 | Mauro Azeredo                 | Santo Ângelo              | 01/03/1984 a 27/03/1985 |
| 15 | Lauri Antonio Thomas          | Giruá                     | 27/03/1985 a 27/03/1986 |
| 16 | Antonio Gonsiorkiewicz        | Guarani das Missões       | 27/03/1986 a 20/03/1987 |
| 17 | Julci Sant-Ana de Castro      | Caibaté                   | 20/03/1987 a 29/03/1988 |
| 18 | Hugo Inácio Knob              | São Paulo das Missões     | 29/03/1988 a 19/03/1989 |
| 19 | Renê José Nedel               | Cerro Largo               | 17/03/1989 a 19/03/1990 |
| 20 | Luiz Valdir Andres            | Santo Ângelo              | 19/03/1990 a 05/04/1991 |
| 21 | Humberto V. Weschenfelder     | Giruá                     | 05/04/1991 a 27/03/1992 |
| 22 | Edgar Steinbrenner            | Porto Xavier              | 27/03/1992 a 15/01/1993 |
| 23 | Adroaldo Loureiro             | Santo Ângelo              | 15/01/1993 a 18/03/1994 |
| 24 | Adair José Trott              | Cerro Largo               | 18/03/1994 a 17/03/1995 |
| 25 | Luiz Carlos Leal              | Pirapó                    | 17/03/1995 a 29/03/1996 |
| 26 | Adair Vicente de Brum         | Roque Gonzales            | 29/03/1996 a 17/01/1997 |
| 27 | Mário Ribas do Nascimento     | São Miguel das Missões    | 17/01/1997 a 20/03/1998 |
| 28 | Antonio Sarzi Sartori         | Roque Gonzales            | 20/03/1998 a 23/03/1999 |
| 29 | Ernani Spohr                  | Salvador das Missões      | 23/03/1999 a 23/03/2000 |
| 30 | Renê José Nedel               | Cerro Largo               | 23/03/2000 a 18/01/2001 |
| 31 | Mário Ribas do Nascimento     | São Miguel das Missões    | 18/01/2001 a 15/03/2002 |
| 32 | José Lima Gonçalves           | Santo Ângelo              | 16/03/2002 a 21/03/2003 |
| 33 | Ernani Spohr                  | Salvador das Missões      | 22/03/2003 a 12/03/2004 |
| 34 | José Fabrício Dutra           | Bossoroca                 | 13/03/2004 a 31/01/2005 |
| 35 | Adair José Trott              | Cerro Largo               | 01/02/2005 a 04/03/2006 |
| 36 | Eduardo Loureiro              | Santo Ângelo              | 05/03/2006 a 16/03/2007 |
| 37 | Pedro Raimundo Birk           | São Pedro do Butiá        | 17/03/2007 a 28/03/2008 |
| 38 | Nelson Hentz                  | Mato Queimado             | 29/03/2008 a 23/01/2009 |
| 39 | Vilmar Kaiser                 | Porto Xavier              | 24/01/2009 a 19/03/2010 |
| 40 | Eduardo Loureiro              | Santo Ângelo              | 20/03/2010 a 18/03/2011 |
| 41 | Orcelei Dalla Barba           | Mato Queimado             | 19/03/2011 a 15/03/2012 |
| 42 | Enio Colleto Carvalho         | Vitória das Missões       | 16/03/2012 a 01/02/2013 |
| 43 | Renê José Nedel               | Cerro Largo               | 02/02/2013 a 21/03/2014 |
| 44 | Junaro Rambo Figueiredo       | São Luiz Gonzaga          | 22/03/2014 a 20/03/2015 |
| 45 | Ângelo Fabiam Duarte Thomas   | Giruá                     | 20/03/2015 a 23/03/2016 |
| 46 | Luiz Valdir Andres            | Santo Ângelo              | 23/03/2016 a 06/02/2017 |
| 47 | Brasil Antônio Sartori        | Entre-Ijuís               | 06/02/2017 a 23/03/2018 |
| 48 | Paulo Rogério Peixoto         | Rolador                   | 23/03/2018 a 22/03/2019 |
| 49 | Puranci Barcelos dos Santos   | Santo Antônio das Missões | 22/03/2019 a 30/04/2020 |
| 50 | Ademir José Andrioli Gonzatto | Dezesseis de Novembro     | 30/04/2020 a 29/01/2021 |
| 51 | Ricardo Miguel Klein          | São Nicolau               | 29/01/2021 a atualidade |